# Piratenmuseet

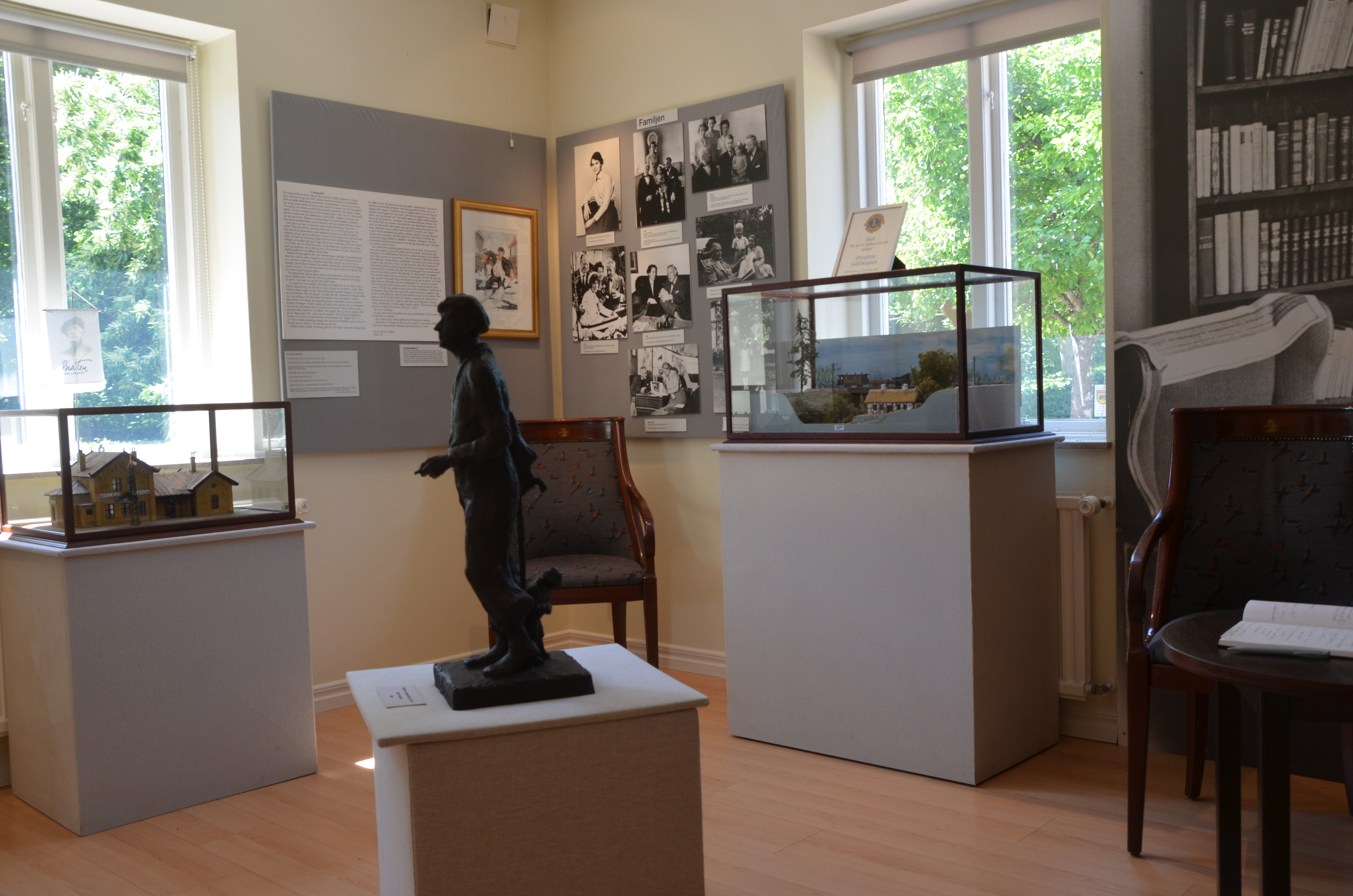
Interiör

Piratenmuseet är ett författarmuseum i Vollsjö i Skåne.
Piratenmuseet är ägnat åt författaren och skröneberättaren Fritiof Nilsson Piraten, hans verk och levnad. I museet finns också ett antikvariat. Museet drivs av Fritiof Nilsson Piraten Sällskapet, som också har sitt kansli där.  